# Hala Targowa Górniak

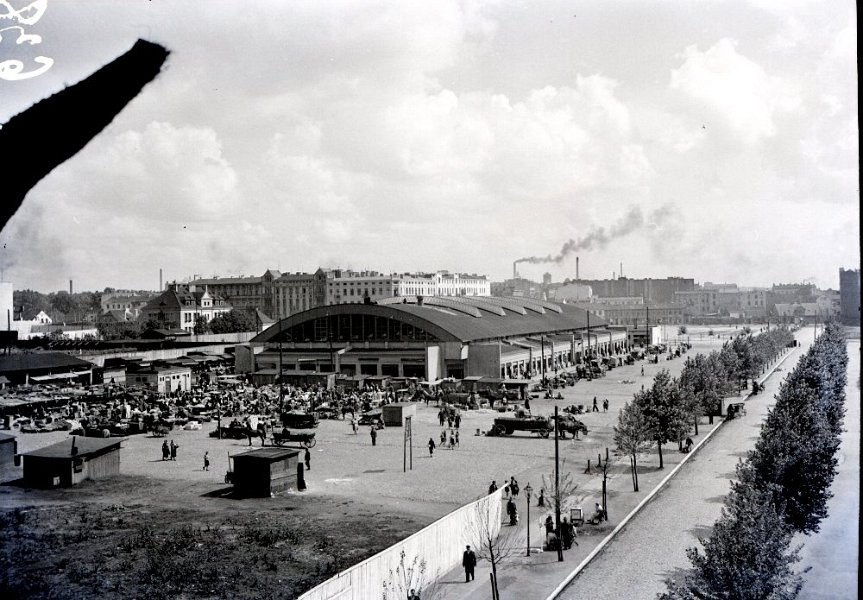
Górniak w 1937 r.

Hala Targowa Górniak – hala targowa powstała w 1934 r. w Łodzi, w dzielnicy Górna, przy ulicy Piotrkowskiej 317. Hala targowa od zachodu przylega do placu Niepodległości. 

## Historia
Początkowo od 1825 r. okoliczny handel skupiał się na placu Reymonta, nazwany pierwotnie Górnym Rynkiem, a następnie Rynkiem Geyera, po wybudowaniu fabryki oraz pałacu przez fabrykanta Ludwika Geyera w II połowie XIX w., a okoliczny handel od 1904 r. przejął plac Leonarda (współcześnie plac Niepodległości) oraz plac targowy, przy placu Niepodległości, zwany Górniakiem. Zmianie tej sprzyjało wybudowanie linii tramwajowej wzdłuż ul. Piotrkowskiej, która dowoziła klientów z okolicznych wsi, a także systematyczny przyrost liczby mieszkańców w mieście. W latach 30. XX w. na Górniaku władze miejskie postanowiły postawić halę targową by handel odbywał się w bardziej higienicznych warunkach. Zelig i Tauba Klein wznieśli więc halę targową na gruntach wydzierżawionych od spółki „Ludwik Geyer SA”. Halę zrealizowano wg projektu architekta Pawła Sperra, wzniesiono go w latach 1932–1934. Przez lata hala targowa wraz z placem dookoła nie zmieniały się. Do rozbudowy Górniaka doszło w 2009 r., w którym prowizoryczne, drewniane stoiska dookoła hali zostały zastąpione przez nowe hale targowe. Targowisko Górniak stanowią 2 obiekty, hala targowa oraz pasa handlowy. Hala targowa usytuowana jest od strony ul. Piotrkowskiej, natomiast pasaż, od strony ulicy Wólczańskiej, a handel odbywa się na dwóch poziomach. Dookoła hali wyznaczone są również niezadaszone stoiska handlowe, a także stanowiska przeznaczone na handel obwoźny i sezonowy. Łącznie obie hale zajmują 9000 m² oraz mają 148 miejsc do handlowania, natomiast na zewnątrz budynków znajduje się 50 niezadaszonych stoisk.
Hala Górniak została wykorzystana podczas realizacji filmu Juliusza Machulskiego – Kingsajz. To tutaj matka (Beata Tyszkiewicz) mówi do córki, która kopnęła Olgierda Jedlinę: "Wiktorio, nie kop pana bo się spocisz!".

## Architektura
Halę w latach 1932–1934 zaprojektował Paweł Sperr. Utrzymana jest w stylu modernistycznym, odznacza się również drewnianym sklepieniem.